# Herb Dobczyc
Herb Dobczyc – jeden z symboli miasta Dobczyce i gminy Dobczyce w postaci herbu

## Wygląd i symbolika
Herb przedstawia w polu czerwonym en face głowa św. Jana Chrzciciela o wysokim czole, włosach, długiej, zaplątanej brodzie i wąsach czarnych, na dużej okrągłej, złotej misie o wydatnym obramieniu.
Herb nawiązuje do wezwania kościoła parafialnego w Dobczycach oraz patrona miasta i gminy – św. Jana Chrzciciela.

## Historia

Dawny herb Dobczyc

Herb został ustanowiony Uchwałą rady miasta i gminy nr VIII/71/99 z 17 maja 1999 r.